# Albéric Schotte

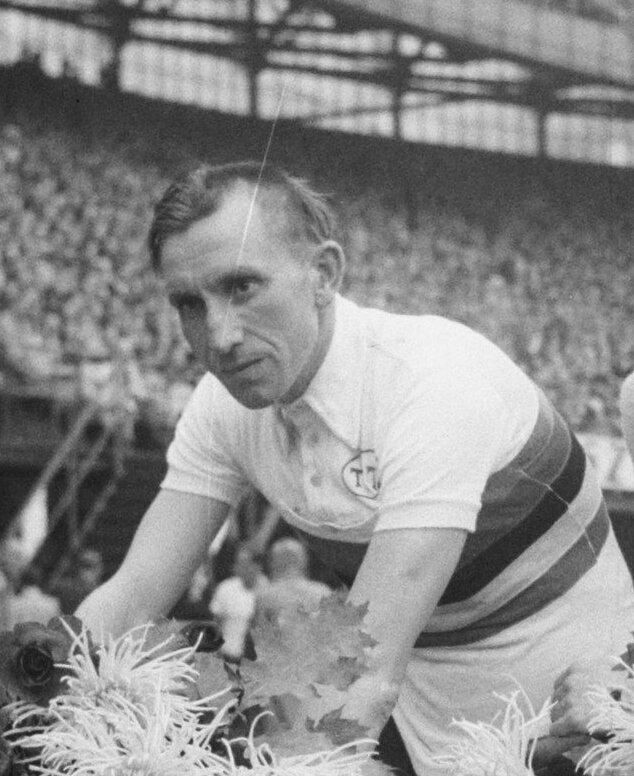
Briek Schotte im Regenbogentrikot (1948)

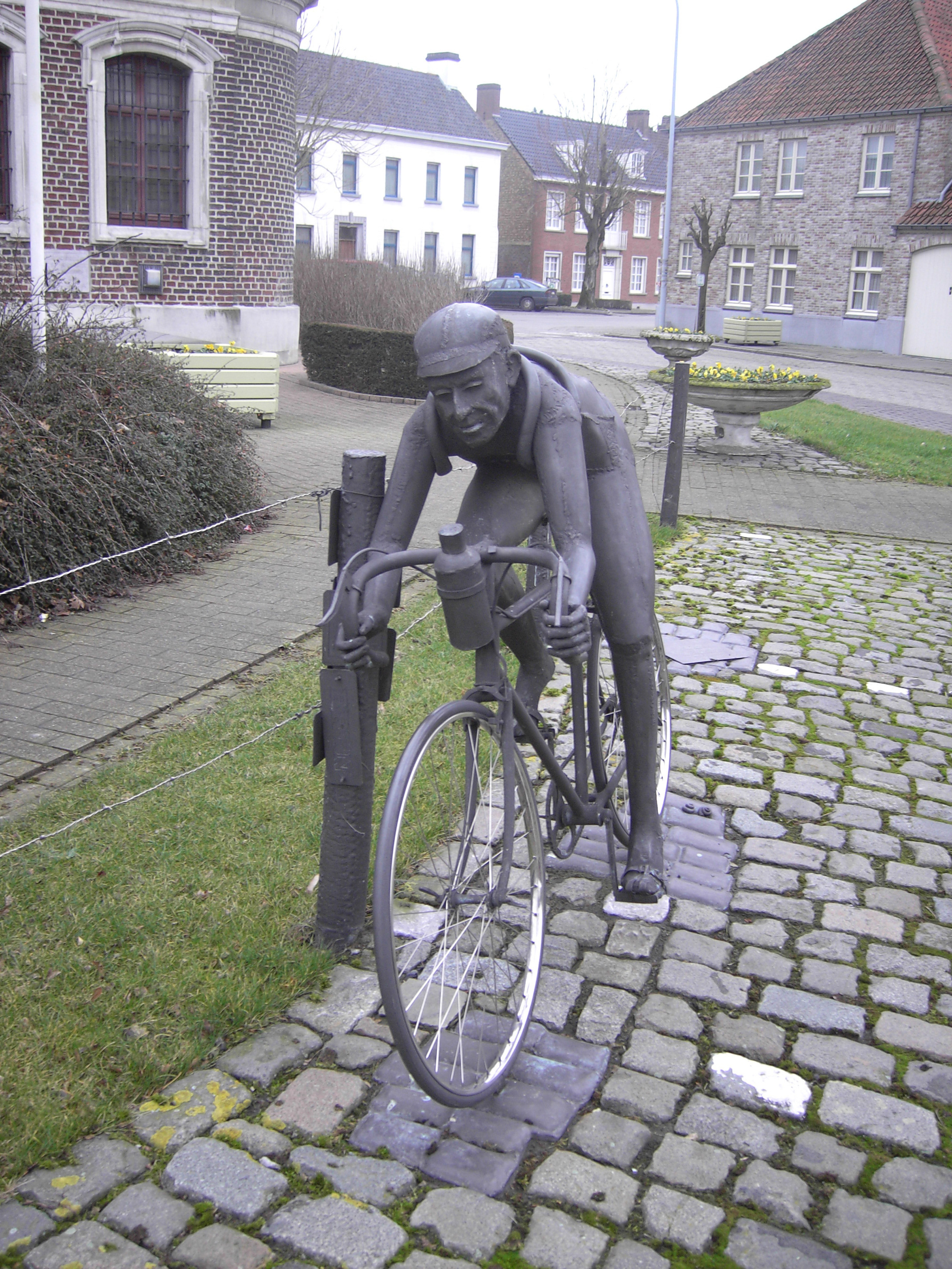
Denkmal für Briek Schotte in seinem Heimatort Kanegem

Albéric „Briek“ Schotte (* 7. September 1919 in Kanegem (seit 1976 Teilgemeinde von Tielt); † 4. April 2004 in Kortrijk) war ein belgischer Radrennfahrer. 
Der in Westflandern aufgewachsene Briek Schotte gilt als einer der besten Klassikerjäger seiner Generation. Wegen seiner Härte gegen sich selbst und seines Durchhaltevermögens wurde er Ijzeren Briek genannt oder auch de laatste Flandrien. Der hervorragende Sprinter gewann zahlreiche belgische und französische Eintagesrennen, darunter je zweimal die Flandern-Rundfahrt (1942, 1948), Paris–Tours (1946, 1947), Dwars door Vlaanderen (1953, 1955) und Paris–Brüssel (1946, 1952). In der Flandern-Rundfahrt konnte er 1950 Zweiter werden. Auch seinen größten Erfolg konnte Schotte zweimal feiern: 1948 und 1950 triumphierte er bei UCI-Straßen-Weltmeisterschaften.
Aufgrund seiner limitierten Fähigkeiten im Einzelzeitfahren und in den Bergen war Schotte für die großen Etappenrennen nicht prädestiniert. Trotzdem erreichte er bei der Tour de France 1948 den zweiten Platz hinter dem legendären Gino Bartali. Seit 1941 wird im belgischen Desselgem der GP Briek Schotte ausgetragen, dessen drei erste Austragungen Schotte selbst gewann. 1939 gewann er das französische Etappenrennen Tour de l’Ouest.
In seiner letzten Saison fuhr Briek Schotte für das Flandria-Team und wurde anschließend dort Sportlicher Leiter. Er blieb in dieser Funktion, bis das Team 1979 aufgelöst wurde.
Briek Schotte starb am Morgen des 4. April 2004, exakt an dem Tag, an dem die Flandern-Rundfahrt ausgetragen wurde, die er zweimal gewonnen hatte. Er gilt als der Vater des modernen Radsports in Belgien und einer der größten Sportler des Landes.